# Real Instituto de Estudios Asturianos
El Real Instituto de Estudios Asturianos (RIDEA; en asturiano, Real Institutu d'Estudios Asturianos) es una entidad cultural autónoma de derecho público de la comunidad autónoma del Principado de Asturias. 

## Historia
Nació en 1946, al amparo del Patronato José María Torres Quadrado del Consejo Superior de Investigaciones Científicas. Desde sus orígenes colaboraron con la institución todos los prohombres asturianos de la época.
De acuerdo con el artículo 1.º de sus estatutos, tiene como objetivos «la investigación, el fomento y la orientación de los trabajos y estudios que tienden a conservar, elevar e incrementar el acervo científico, cultural y artístico del Principado de Asturias en todos sus aspectos y en los más específicamente asturianos».
Está adscrita a la comunidad autónoma del Principado de Asturias a través de la Consejería de Educación y Cultura. Su sede se encuentra en el Palacio de los Condes de Toreno, en la plaza Porlier de Oviedo.
Su director (2013) es Ramón Rodríguez Álvarez. En 1991, el Príncipe de Asturias Felipe de Borbón y Grecia aceptó el nombramiento de presidente de honor. En 1992 el rey concedió al Instituto el título de Real.
Con motivo de su 75.º aniversario, el RIDEA ofrece en una muestra bibliográfica parte de sus archivos y joyas bibliográficas, entre las que se encuentran manuscritos de Jovellanos, Pardo Bazán y Palacio Valdés. La exposición está dividida en cuatro partes: 1. Inicios (1946); 2. Etapa siglo XX: franquismo (1946-1975); 3. Consolidación (1975-1999); 4. Apertura a la sociedad (2000-2021).

## Publicaciones
Sus dos primeras publicaciones fueron: "La aspiración de la "h" en el Oriente de Asturias" y "Diccionario asturiano de la rima".